# (899) Jokaste
Ne doit pas être confondu avec Jocaste (lune).
(899) Jokaste est un astéroïde évoluant dans la ceinture principale, découvert le 3 août 1918 par l'astronome allemand Max Wolf depuis l'observatoire du Königstuhl.
Il est nommé d'après Jocaste, la mère d'Œdipe dans la mythologie grecque.
Il ne doit pas être confondu avec Jocaste, satellite de la planète Jupiter.